# 安塔科查湖 (胡寧區)
11°01′29″S 75°56′42″W / 11.02472°S 75.94500°W
安塔科查湖（Antacocha），是秘魯的湖泊，位於該國中部胡寧大區，由胡寧省的胡寧區負責管轄，處於胡寧湖以東和阿爾卡科查湖西北面。